# 15699 Lyytinen
15699 Lyytinen è un asteroide della fascia principale. Scoperto nel 1986, presenta un'orbita caratterizzata da un semiasse maggiore pari a 2,3551978 UA e da un'eccentricità di 0,2231603, inclinata di 4,10881° rispetto all'eclittica.
L'asteroide è dedicato all'astrofilo finlandese Esko Lyytinen .                    